# 155th Street (stacja metra na Concourse Line)
155th Street – stacja metra nowojorskiego, na linii B i D. Znajduje się w dzielnicy Manhattan, w Nowym Jorku i zlokalizowana jest pomiędzy stacjami 161st Street – Yankee Stadium i 145th Street. Została otwarta 1 lipca 1933.